# Crassula brevifolia
Crassula brevifolia är en fetbladsväxtart. Crassula brevifolia ingår i släktet krassulor, och familjen fetbladsväxter.

## Underarter
Arten delas in i följande underarter:
- C. b. brevifolia
- C. b. psammophila

## Bildgalleri

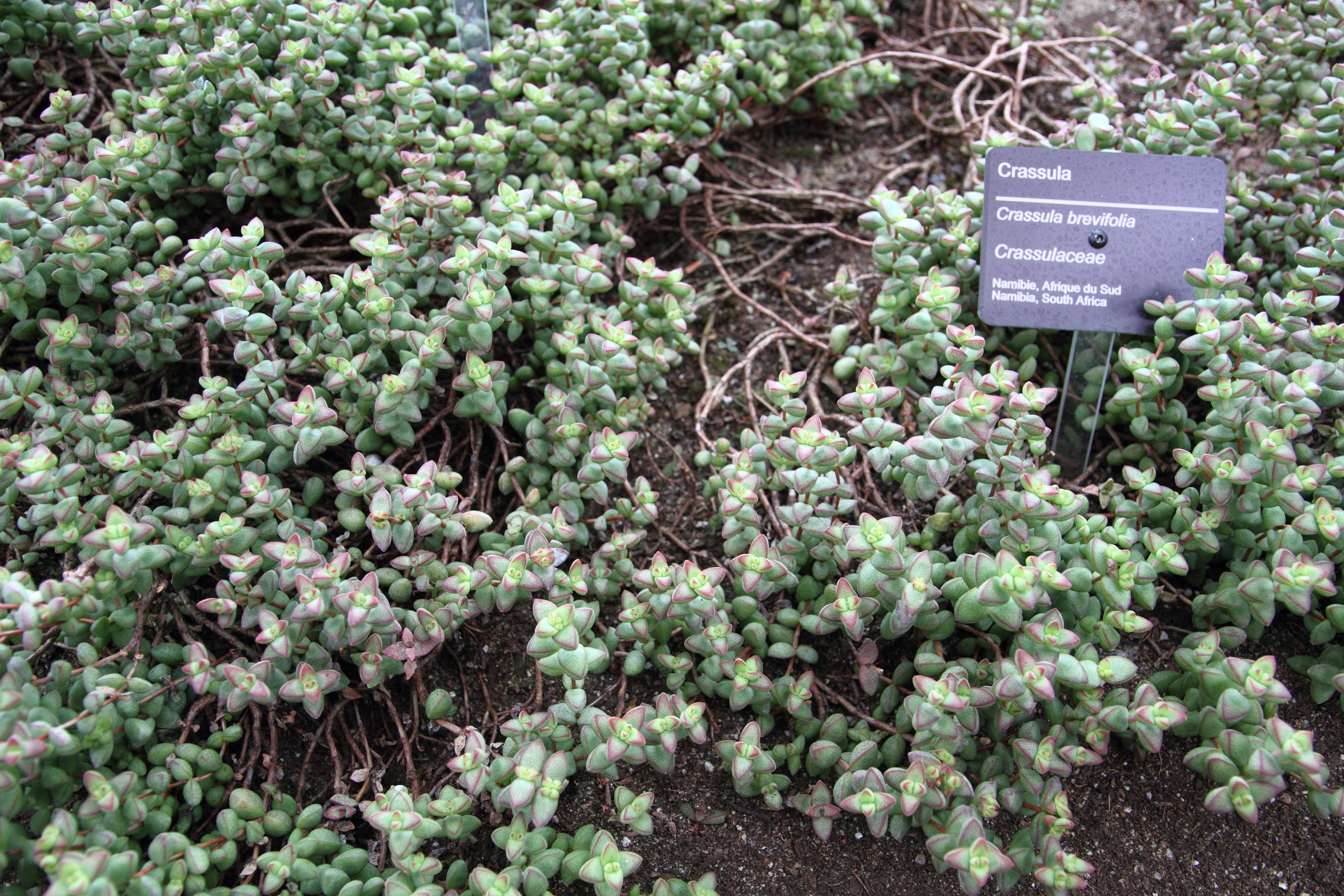
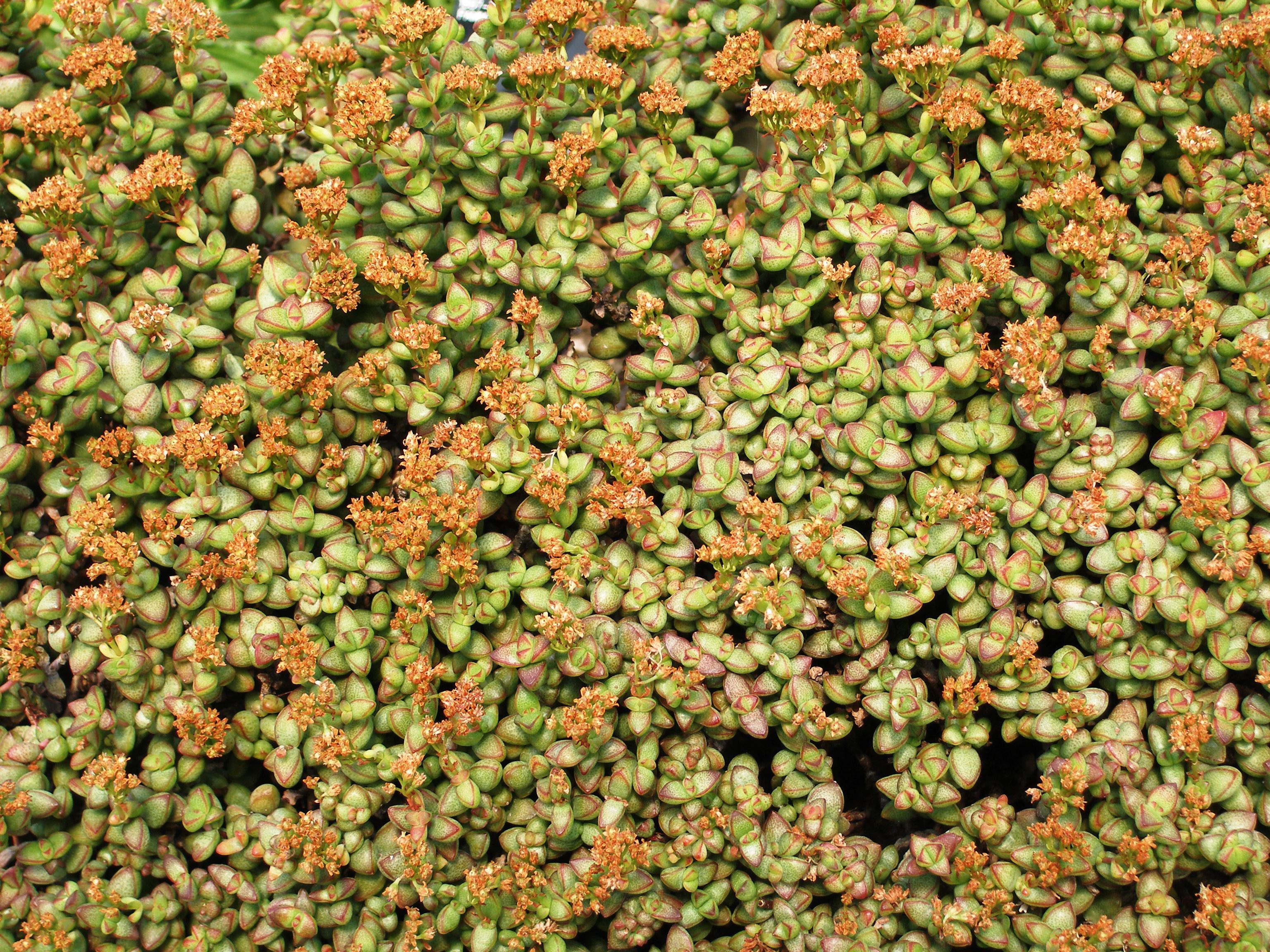
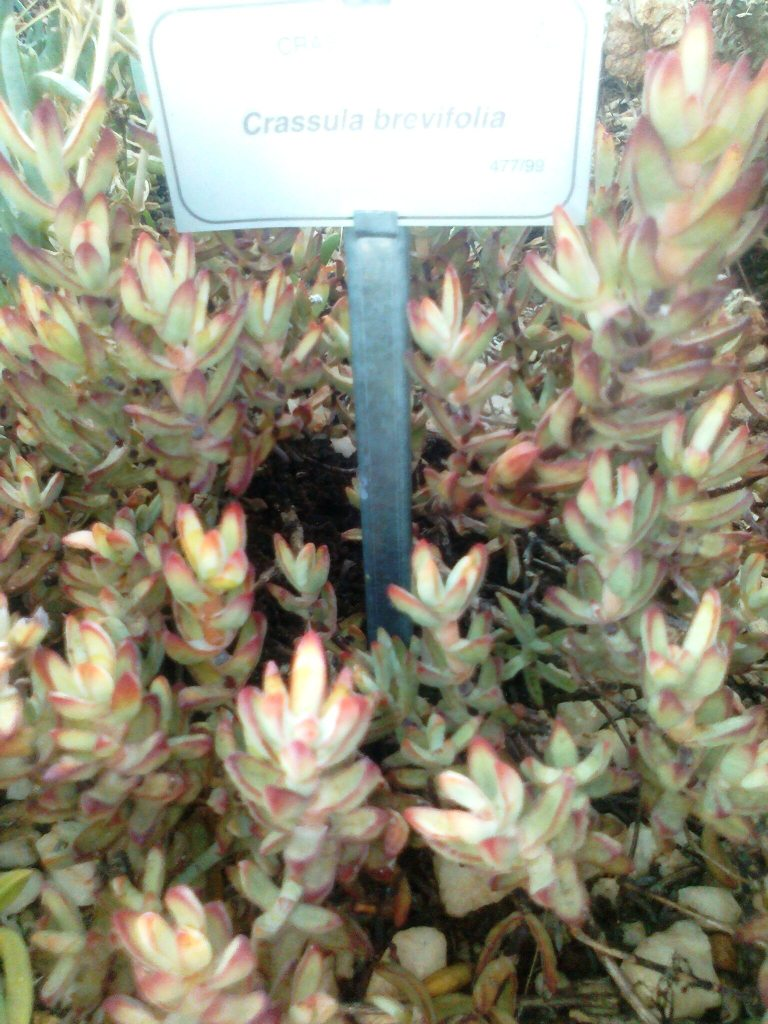